# Dedin
 Dedin  falu Horvátországban, a Tengermellék-Hegyvidék megyében. Közigazgatásilag Delnicéhez tartozik.

## Fekvése
Fiumétól 33 km-re keletre, községközpontjától 4 km-re délkeletre, a horvát Hegyvidék középső részén, az A6-os autópálya mellett, a 865 méter hosszú Vršek alagút nyugati kijáratánál fekszik.

## Története
A településnek 1857-ben 73, 1910-ben 149 lakosa volt. A trianoni békeszerződésig Modrus-Fiume vármegye Delnicei járásához tartozott. 2011-ben 93 lakosa volt.

## Lakosság
| Lakosság változása | Lakosság változása | Lakosság változása | Lakosság változása | Lakosság változása | Lakosság változása | Lakosság változása | Lakosság változása | Lakosság változása | Lakosság változása | Lakosság változása | Lakosság változása | Lakosság változása | Lakosság változása | Lakosság változása | Lakosság változása |
| ------------------ | ------------------ | ------------------ | ------------------ | ------------------ | ------------------ | ------------------ | ------------------ | ------------------ | ------------------ | ------------------ | ------------------ | ------------------ | ------------------ | ------------------ | ------------------ |
| 1857               | 1869               | 1880               | 1890               | 1900               | 1910               | 1921               | 1931               | 1948               | 1953               | 1961               | 1971               | 1981               | 1991               | 2001               | 2011               |
| 34                 | 52                 | 48                 | 89                 | 105                | 92                 | 80                 | 64                 | 36                 | 23                 | 56                 | 57                 | 72                 | 78                 | 73                 | 93                 |